# Leon Hien
Leon Hien är en svensk professionell fotbollsspelare som spelar som mittback i Degerfors IF.
Han har tidigare representerat Odd. Han spelade ursprungligen som forward.
Hans bror är den professionella fotbollsspelaren Isak Hien.